# Ogólnopolskie Młodzieżowe Seminarium Astronomiczne
Ogólnopolskie Młodzieżowe Seminarium Astronomiczne (OMSA) – finał wojewódzkich konkursów wyłaniający najlepszy referat z zakresu astronomii i astronautyki. Odbywa się on w Grudziądzu. Konkurs skierowany jest do młodzieży ponadgimnazjalnej zainteresowanej astronomią lub astronautyką. W czasie seminarium uczestnicy mają możliwość przedstawienia swojej pracy profesjonalnemu jury oraz rówieśnikom biorącym w nim udział. Patronat nad konkursem sprawuje Polskie Towarzystwo Miłośników Astronomii oraz Polskie Towarzystwo Astronomiczne

## Historia
Pomysł akcji zrodził się w Grudziądzu. W latach 1969–1974 w planetarium w Grudziądzu odbywały się miejskie międzyszkolne seminaria astronomiczne i astronautyczne. W roku szkolnym 1974/1975 do akcji włączyło się planetarium w Olsztynie – w województwach toruńskim i olsztyńskim rozpisano konkursy na referat i zorganizowano młodzieżowe seminaria dla laureatów. W kolejnych latach akcję rozszerzano na następne "stare" województwa północnej Polski – od szczecińskiego przez koszalińskie, słupskie, gdańskie, bydgoskie, włocławskie, elbląskie i suwalskie po białostockie.
W latach 1975–1984 odbyło się w Grudziądzu 10 Międzywojewódzkich Młodzieżowych Seminariów Astronomicznych (MMSA). Z uwagi na duże zainteresowanie nauczycieli oraz młodzieży, akcję postanowiono rozszerzyć na cały kraj – w latach 1985-1999 odbyło się w Grudziądzu 15 Ogólnopolskich Młodzieżowych Seminariów Astronomiczno Astronautycznych (OMSAA). 
We wszystkich 25 seminariach wzięły udział województwa toruńskie i olsztyńskie, a poza nimi najbardziej aktywne były województwa: elbląskie, bydgoskie, gdańskie, koszalińskie, suwalskie i warszawskie. Najwięcej, bo 28 województw, wzięło udział w akcji w roku szkolnym 1997/1998. Każdego roku referaty pisało kilkuset młodych ludzi, z których większość referowała swoje prace podczas seminariów wojewódzkich. Najlepsze 2 referaty z każdego województwa referowane były podczas OMSAA. Autorzy referatów, które zajęły 3. i 4 .miejsca, zapraszani byli do udziału w OMSAA w charakterze słuchaczy-kibiców.
W roku szkolnym 1999/2000 akcja odbyła się w ramach nowego podziału administracyjnego kraju na 16 województw. Referaty przygotowało 1037 uczniów z 13 województw (zabrakło podkarpackiego, podlaskiego i świętokrzyskiego, a opolskie było obserwatorem). 
W 11 województwach (zabrakło opolskiego, podkarpackiego, podlaskiego, świętokrzyskiego i wielkopolskiego) zorganizowano wojewódzkie seminaria, podczas których referowano 114 prac. Do udziału w XVI OMSAA wytypowano 28 referatów 32 autorów. W roku szkolnym 2000/2001 konkursowe referaty przygotowało 950 uczniów szkół średnich z 14 województw (zabrakło lubuskiego i świętokrzyskiego). Podczas wojewódzkich seminariów astronomicznych referowało swoje prace 141 uczniów. Do udziału w XVII OMSAA wytypowano 29 referatów 33 autorów. W roku szkolnym 2001/2002 konkursowe referaty przygotowało 862 uczniów szkół średnich z 14 województw (zabrakło podkarpackiego i świętokrzyskiego). Podczas wojewódzkich seminariów referowało swoje prace 153 uczniów (na 169 zakwalifikowanych). Do udziału w XVIII OMSAA wytypowano 31 referatów 36 autorów.
W roku szkolnym 2002/2003 w 14 województwach (zabrakło opolskiego i podkarpackiego) plonem konkursów były 632 referaty. Podczas wojewódzkich seminariów astronomicznych referowano 162 prace (na 169 zakwalifikowanych). Do udziału w XIX Ogólnopolskim Młodzieżowym Seminarium Astronomiczno-Astronautycznym w Grudziądzu w dniach 27-29 marca 2003 wytypowano 33 referaty (wygłoszono 32) 41 autorów, a dodatkowo 23 uczniów przyjechało do Grudziądza w charakterze słuchaczy-kibiców. Prócz tego w XIX OMSAA wzięło udział 15 nauczycieli-opiekunów oraz 8 zawodowych astronomów-jurorów.
Organizatorzy wyrażają nadzieję, że dzięki wsparciu ze strony Ministerstwa Edukacji Narodowej oraz przychylności wojewódzkich władz oświatowych, akcja konkursów i seminariów będzie pomyślnie kontynuowana we wszystkich województwach.
Inicjatorem i koordynatorem akcji w skali ogólnopolskiej była i jest Komisja Współpracy Planetariów Polskich Zarządu Głównego Polskiego Towarzystwa Miłośników Astronomii, działająca w tym zakresie poprzez roboczy zespół organizacyjny w składzie: dr Kazimierz Schilling z Planetarium w Olsztynie oraz mgr Małgorzata Śróbka-Kubiak i mgr Mirosław Kubiak z Planetarium w Grudziądzu. Organizatorami wojewódzkich konkursów i seminariów były i nadal są Kuratoria Oświaty Urzędów Wojewódzkich lub Departamenty Edukacji Urzędów Marszałkowskich oraz Wojewódzkie Ośrodki Metodyczne lub Wojewódzkie Ośrodki Doskonalenia Nauczycieli.
Merytoryczną opiekę nad seminariami sprawują Polskie Towarzystwo Astronomiczne, Polskie Towarzystwo Miłośników Astronomii i Polskie Towarzystwo Astronautyczne, które między innymi delegują zawodowych astronomów do jury OMSAA. Oceniając referaty, wygłaszane podczas seminariów wojewódzkich oraz w Grudziądzu podczas OMSAA, bierze się pod uwagę merytoryczną wartość i poprawność referatu, dydaktyczną wartość referatu i sposób jego prezentacji przed licznym audytorium, a także reakcję autora na uwagi zgłaszane w dyskusji. Ocenia się przede wszystkim wygłaszany referat – jakość pracy pisemnej nadesłanej na konkurs ma znaczenie drugorzędne. Młodzi ludzie przygotowują referaty na dowolne, przez siebie wybrane tematy z zakresu astronomii i astronautyki.
W roku 1993 Polskie Towarzystwo Astronomiczne przyznało zespołowi organizacyjnemu nagrodę – medal im. prof. Włodzimierza Zonna za popularyzację wiedzy o Wszechświecie. 